# Никифоровская (Усть-Кубинский район)
Никифоровская — деревня в Усть-Кубинском районе Вологодской области. Входит в состав Богородского сельского поселения.

## География
Расстояние до районного центра Устья по автодороге — 67,5 км, до центра муниципального образования Богородского по прямой — 17 км. Ближайшие населённые пункты — Дмитриевская, Ломово, Малая Гора, Сенская, Угол.

## История
В 2001 году к Никифоровской была присоединена деревня Погост Никольский, бывшая центром Верхнераменского сельсовета. После объединения деревня Никифоровская стала центром сельсовета.
1 января 2006 года Верхнераменский сельсовет был преобразован в Верхнераменское сельское поселение. 9 апреля 2009 года оно было присоединено к Богородскому сельскому поселению.

## Население
| 2010 |
| ---- |
| 22   |

### Национальный и гендерный состав
По переписи 2002 года население — 38 человек (22 мужчины, 16 женщин). Всё население — русские

## Инфраструктура
Личное подсобное хозяйство с зоной сельскохозяйственного использования, индивидуальная застройка усадебного типа.

## Транспорт
Деревня доступна автотранспортом. Ближайшая остановка общественного транспорта «Малая Гора» находится в пешей доступности.